# 67e cérémonie des Directors Guild of America Awards
La 67e cérémonie des Directors Guild of America Awards (DGA Awards), décernés par la Directors Guild of America, ont eu lieu le 5 février 2015, et ont récompensé les réalisateurs du cinéma et de la télévision pour leur travail de l'année précédente.
Les nominations ont été annoncées les 13 et 15 janvier 2015,.

## Palmarès

### Cinéma

#### Film
- Alejandro González Iñárritu pour Birdman
  - Wes Anderson pour The Grand Budapest Hotel
  - Clint Eastwood pour American Sniper
  - Richard Linklater pour Boyhood
  - Morten Tyldum pour The Imitation Game

#### Film documentaire
- Laura Poitras pour Citizenfour
  - Dan Krauss pour The Kill Team
  - John Maloof et Charlie Siskel pour Finding Vivian Maier
  - Jesse Moss pour The Overnighters
  - Orlando von Einsiedel pour Virunga

### Télévision

#### Série télévisée dramatique
- Lesli Linka Glatter pour Homeland – From A to B and Back Again
  - Dan Attias pour Homeland – 13 Hours in Islamabad
  - Jodie Foster pour House of Cards – Chapter 22
  - Cary Joji Fukunaga pour True Detective – Who Goes There
  - Alex Graves pour Game of Thrones – The Children

#### Série télévisée comique
- Jill Soloway pour Transparent – Best New Girl
  - Louis C.K. pour Louie – Elevator Part 6
  - Jodie Foster pour Orange Is the New Black – Thirsty Bird
  - Mike Judge pour Silicon Valley – Minimum Viable Product
  - Gail Mancuso pour Modern Family – Las Vegas

#### Mini-série ou téléfilm
- Lisa Cholodenko pour Olive Kitteridge
  - Rob Ashford (en) et Glenn Weiss pour Peter Pan Live!
  - Uli Edel pour Houdini
  - Ryan Murphy pour The Normal Heart
  - Michael Wilson pour The Trip to Bountiful

#### Variety/Talk/News/Sports – Regularly Scheduled Programming
- Dave Diomedi pour The Tonight Show Starring Jimmy Fallon – Épisode #1
  - Paul G. Casey pour Real Time With Bill Maher – Épisode #1226
  - Jim Hoskinson pour The Colbert Report – Épisode #11040
  - Chuck O'Neil pour The Daily Show with Jon Stewart – Open‑Carrying to the Midterms
  - Don Roy King pour Saturday Night Live – Host Jim Carrey/Musical Guest Iggy Azalea

#### Variety/Talk/News/Sports – Specials
- Glenn Weiss pour la 68e cérémonie des Tony Awards (68th Annual Tony Awards)
  - Hamish Hamilton pour la 86e cérémonie des Oscars (The 86th Annual Academy Awards)
  - Louis J. Horvitz pour 37th Annual Kennedy Center Honors
  - Des McAnuff pour Billy Crystal: 700 Sundays
  - Rich Russo pour la Super Bowl XLVIII

#### Télé-réalité
- Anthony B. Sacco pour The Chair – The Test
  - Bertram van Munster, Jack Cannon et Elise Doganieri pour The Quest – One True Hero
  - Neil P. DeGroot pour The Biggest Loser – 1613
  - Steve Hryniewicz pour Top Chef – The First Thanksgiving
  - Adam Vetri pour Steve Austin's Broken Skull Challenge – Welcome to the Gun Show

#### Programme pour enfants
- Jonathan Judge pour 100 Things To Do Before High School
  - Paul Hoen pour How to Build A Better Boy
  - Vince Marcello pour American Girl: Isabelle Dances Into The Spotlight
  - Joey Mazzarino pour Sesame Street
  - Amy Schatz pour Saving My Tomorrow

#### Publicité
- Nicolai Fuglsig - Guinness' "Sapeurs"
  - Lauren Greenfield - Always' "Always #LikeAGirl"
  - Brendan Malloy et Emmett Malloy - Nike's "The Huddle"
  - Daniel Mercadante et Katina Hubbard - Dick's Sporting Goods' "Sports Matter"
  - Noam Murro - Dodge for "Ahead of Their Time"

### Prix spéciaux
- Robert B. Aldrich Service Award :
- Frank Capra Achievement Award :
- Franklin J. Schaffner Achievement Award :
- DGA Diversity Award :